# Tetra mexicà
El tetra mexicà (Astyanax mexicanus) és una espècie de peix de la família dels caràcids i de l'ordre dels caraciformes.

## Morfologia
Es distingeixen dues poblacions d'Astyanax mexicanus: la població de superfície (aspecte similar als peixos de les profunditats oceàniques) i la població de les coves submergides
En la població que habita en coves submergides properes a la costa hi ha una pèrdua de dimensions (els mascles poden assolir 12 cm de llargària total) i de pigmentació; tenen degeneració ocular i un augment en el nombre i la mida dels neuromasts. A més hi ha un augment en el nombre  de papil·les gustatives i en el nombre de cèl·lules en cada papiŀla.
A causa de la despigmentació i pèrdua de visió es poden definir com a troglomòrfics.
Per compensar la degeneració ocular, l'Astyanax mexicanus ha desenvolupat més els quimioreceptors i mecanoreceptors.

## Alimentació
Menja insectes, crustacis i cucs. Les poblacions de les coves submergides han optimitzat el seu metabolisme degut a l'escassedat d'aliments que hi pot haver al seu hàbitat.

## Hàbitat
Astyanax mexicanus viu a l'Amèrica del Nord, en àrees de clima subtropical (de 24° N a 36° N), a Estats Units (Texas i Nou Mèxic) i a Mèxic.
Aquest peix és natiu de l'est i el centre de Mèxic i dels drenatges més baixos del rius Grande, Pecos i Nueces a Texas i Nou Mèxic. També s'ha descrit a Guatemala i Belize, però es discuteixen els registres d'aquestes àrees. S'ha establert a l'altiplà d'Edwards a Texas i ha estat recollit en altres llocs del sud-oest i sud-centre dels Estats Units; la categoria d'espècies s'ha expandit mitjançant l'ús d'aquest com a esquer. Antigament, en llocs com Nou Mèxic, probablement colonitzava els rierols durant l'aigua alta; ara els embassaments en limiten o eviten aquest patró. Migra a indrets més càlids durant l'hivern.
Hi ha dues poblacions diferenciades, una que habita en les coves costaneres submergides i una altra que habita les superfícies aquàtiques.

## Model d'investigació
Astyanax mexicanus és un peix rellevant com a model de laboratori degut a l'existència de dues poblacions separades fa de 2 a 3 milions d’anys, fet que permet estudiar diferents fenotips segons la pressió evolutiva a la qual han estat sotmeses. Això permet estudiar aspectes del procés d’adaptació que experimenten els organismes quan es troben en nous ambients.
Per altra banda, s’han fet estudis amb A. mexicanus amb tècniques de genètica molecular per estudiar-ne aspectes com ara l'embriogènesi o per comparar-lo amb un altre organisme model com el peix zebra.

### Seqüenciació
La seqüenciació del genoma d’aquest organisme es va dur a terme amb material genètic extret de la primera generació de dos adults salvatges de la cova Pachón a Mèxic. Es va escollir aquesta cova degut a la radicalitat de fenotips que presenta. S’han predit utilitzant Ensembl i la seqüenciació dels transcrits d’RNA un total de 23.042 gens que codifiquen proteïnes i d’aquests, 16.480 són ortòlegs directes am bel peix zebra.

### Estudi dels gens candidats pel desenvolupament dels ulls
El genoma d'Astyanax mexicanus tant de supefície com de coves ha estat analitzat per estudiar-ne els gens que intervenen en el desenvolupament dels ulls. S'han identificat un gran nombre de locus de caràcters quantitatius (QTL, de l'anglès quantitative trait locus) que regulen aspectes morfològics i etiològics d'aquesta formació.

#### Identificació de gens candidats QTL
En el tetra mexicà, el desenvolupament embrionari de l'ull és molt similar al del peix de la superfície pel que fa a la forma de les vesícules i copes òptiques, encara que són de menor grandària en l’Astyanax mexicanus de coves, fins i tot en etapes molt primerenques, com 14 hores després de la fecundació. L'apoptosi de les cèl·lules del cristal·lí comença després de les 25 hores, i les de la retina comencen a les 35 hores i persisteixen durant dies i fins i tot setmanes, el que comporta a una parada del desenvolupament ocular.
Per realitzar l'estudi dels QTL per a un caràcter determinat, cal fer un encreuament de dues línies parentals que difereixin en un o més caràcters quantitatius i, posteriorment, analitzar la segregació de la descendència per relacionar cada QTL amb un marcador genètic conegut o un interval de marcadors. En el tetra mexicà, 2.048 gens, de 23.042, van ser associats a un QTL relacionat amb la reducció del desenvolupament ocular.
Així, es va procedir a examinar comparativament, entre el peix de superfície i el de la cova, l'expressió d'aquests gens a partir dels nivells de RNA en els punts de desenvolupament de 10 HPF, 24 HPF, 1.5 dies post fertilització (DPF) i 3 DPF Es va obtenir una expressió diferencial per a alguns gens ja reconeguts per ser importants en el desenvolupament de l'ull:
- CRYAA, una proteïna chaperona antiapoptòtica l'absència d'expressió s'havia hipotetitzat com un possible responsable de la degeneració.
- Els nivells d'expressió de PITX3, que codifica un factor de transcripció, i RX3, que és gen homeòtic de retina, eren menors en el peix de la cova que en el de superfície a 24 HPF i 3 DPF. Estudis d’eliminació d'aquests gens en peix zebra demostra que tenen un paper important en la mida de l'ull i el seu desenvolupament.
- A 3 DPF el gen OLFM2A presenta menors nivells en el peix de la cova, i estudis de supressió per aquest gen en peix zebra resulten en anormalitats en la morfologia ocular i del tèctum òptic.
- En tot moment, s'observa una reducció de l'expressió del gen BCOR al tetra mexicà respecte al de superfície. BCOR és un gen regulador d'un altre gen al seu torn, el BCL6, que està directament relacionat amb la regulació de la morfogènesi de les copes òptiques

#### Cerca de gens amb efectes pleiotròpics
Es va procedir a la recerca de gens pleiotròpics que es relacionessin directament amb el desenvolupament de l'ull.
- SHISA2 és un inhibidor de la via WNT i de la senyalització del factor de creixement dels fibroblasts. Presenta major expressió en l’Astyanax mexicanus de cova que en el de superfície en tots els punts temporals estudiats. Aquest gen s'expressa a través de tota l'epidermis, en l'epiteli olfactori i, excepte en el peix de coves, en el cristal·lí, ja que no es detectava.
- OTX2, un gen homeòtic vital en el desenvolupament del cap i del cervell, es troba molt poc expressat en el peix de la cova a 48 HPF, especialment en el cristal·lí, igual que SHISA2.
- PROX1 regula molts processos, com l'elongació i diferenciació de les fibres del cristal·lí i la sortida del cicle cel·lular dels progenitors retinals. Els experiments de deleció per aquest gen resulten en una disrupció específica de l'expressió de la γ-cristal·lina i una subseqüent apoptosi de les fibres del cristal·lí. Així, el peix de la cova, en els punts 24 HPF, 1,5 DPF i 3 DPF s'observa una reducció de la seva expressió en el cristal·lí, consistent amb un increment de l'apoptosi. En canvi, aquest gen està expressat en els neuromasts i en els receptors de les papil·les gustatives, els quals són més nombrosos en el peix de la cova que en el de superfície.

### Gens candidats associats a altres fenotips troglomòrfics
- El gen MC1R és un conegut gen relacionat amb la pigmentació, i aquest està mutat en el peix de la cova de Pachón.
- El gen HTR2A és el que codifica els receptors de serotonina i està involucrat en el desenvolupament del nombre de les papil·les gustatives.
- El gen DACT2 està involucrat en la regulació del nombre de dents maxil·lars durant el desenvolupament embrionari. En ser inhibit, es produeix una disminució del nombre de dents en ratolí.

Aquests gens es troben a la regió QTL crítica en què es trobaven la resta de gens estudiats, quedant evident una relació directa d'ells amb els gens responsables del fenotip ocular.